# 鮑威爾 (亞利桑那州)
鮑威爾（英語：Powell）是位於美國亞利桑那州莫哈維縣的一個非建制地區。該地的面積和人口皆未知。

## 地理
鮑威爾的座標為34°45′09″N 114°29′36″W / 34.75250°N 114.49333°W，而該地的平均海拔高度為1128米（即3700英尺）。